# Darum Sogn
Darum Sogn er et sogn i Ribe Domprovsti (Ribe Stift).
I 1800-tallet var Darum Sogn et selvstændigt pastorat. Det hørte til Gørding Herred i Ribe Amt. Darum sognekommune gik ved kommunalreformen i 1970 frivilligt ind i Bramming Kommune, der ved strukturreformen i 2007 indgik i Esbjerg Kommune.
I Darum Sogn ligger Darum Kirke.
I sognet findes følgende autoriserede stednavne:
- Brandgårde (bebyggelse)
- Breumbanke (areal)
- Dalshøj (bebyggelse)
- Darum Bæk (vandareal)
- Darumspang (bebyggelse)
- Hulmose Enge (areal)
- Lambertsdam (bebyggelse)
- Lille Darum (bebyggelse, ejerlav)
- Midtby (bebyggelse)
- Store Darum (bebyggelse, ejerlav)
- Storehede (areal)
- Søndermose (areal)
- Tue (areal)
- Vesterby (bebyggelse)
- Videkær Huse (bebyggelse)
- Østerenge (areal)